# Life with PlayStation
Life with PlayStation era um aplicativo multimídia online para o console de videogame PlayStation 3 na PlayStation Network. O aplicativo tinha quatro canais, todos girando em torno de um globo virtual que exibia informações de acordo com o canal. O aplicativo também incluía um cliente para o Folding@home, um projeto de computação distribuída voltado para pesquisa de doenças. Em novembro de 2012, o serviço foi descontinuado.

## História
Em agosto de 2006, a Universidade Stanford, no Vale do Silício, anunciou que um cliente de dobramento de proteínas estaria disponível para rodar no PS3.
Em 19 de dezembro de 2007, a Sony atualizou o cliente Folding@home para a versão 1.3. A atualização permitiu que os usuários reproduzissem músicas armazenadas em seus discos rígidos enquanto contribuíam para o Folding@home e desligassem automaticamente o console após a conclusão do trabalho de simulação existente. A atualização do software também adicionou o modelo de solvente implícito Generalized Born, que ampliou as capacidades de computação do cliente PS3.
Em 18 de setembro de 2008, a versão PS3 do cliente Folding@home se tornou Life With PlayStation. O aplicativo ficou disponível para o PS3 em março de 2007 e se tornou um canal no Life with PlayStation quando foi lançado. Esta atualização também forneceu uma simulação mais avançada do dobramento de proteínas e um novo sistema de classificação.
Após o lançamento da versão 4.30 do software do sistema, o cliente Folding@home PS3 e todos os outros serviços do Life with PlayStation foram descontinuados em 6 de novembro de 2012. A vida com o PlayStation foi então removida do XrossMediaBar para novos usuários.

## Channels
A vida com PlayStation apresentava cinco canais que eram atualizados frequentemente com novas informações. O aplicativo oferecia ao usuário acesso a "canais" de informação, o primeiro dos quais era o Live Channel, que oferecia manchetes de notícias e previsão do tempo por meio de um globo 3D. O usuário pode girar e ampliar qualquer parte do mundo para acessar informações fornecidas pelo Google News e The Weather Channel, entre outras fontes.

### Live Channel
O Live Channel era um feed de notícias, fuso horário e clima, que fornecia aos usuários informações do Google Notícias e do The Weather Channel organizadas por cidade. O conteúdo incluía transmissões de câmeras ao vivo e dados de nuvem, semelhantes ao Google Earth. Câmeras ao vivo foram fornecidas pela earthTV e pelo site Webcams.travel. O aplicativo só suportava certas cidades do mundo, com cobertura limitada, como no continente africano, com apenas quatro cidades cobertas pelo Live Channel.

### Folding@Home
O Life with PlayStation também hospedou um aplicativo para o Folding@home, um projeto de computação distribuída para pesquisa de doenças que simulava o Enovelamento de proteínas dobramento de proteínas e outras dinâmicas moleculares. Os usuários puderam contribuir com o projeto deixando seus clientes executarem o Folding@home sem jogar. O aplicativo exibia uma renderização ao vivo da proteína sendo dobrada e algumas informações estatísticas na frente de um fundo de globo virtual.

### Canal de Trailers de Jogos da PlayStation Network
Para usuários nos Estados Unidos, o canal de trailers de jogos da PSN permitiu acesso direto ao streaming de trailers de jogos da PlayStation Store. Também permitiu a possibilidade de comprar títulos na loja, sem precisar sair do aplicativo.

### United Village
United Village, fornecido pelo seu respectivo site e hospedado pela Frontier International Inc., foi um projeto cultural semelhante a um documentário que reuniu histórias, entrevistas e artigos do mundo todo. O foco era em histórias rurais, principalmente de países em desenvolvimento, e também em algumas áreas rurais de outros países. O conteúdo do canal inclui cultura, desenvolvimento, educação, questões sociais e turismo. O canal United Village foi descontinuado em 30 de março de 2011.

### World Heritage
Patrimônio Mundial, por α Clock, mostrou locais selecionados pela UNESCO de especial importância cultural ou física ao redor do mundo. Esses locais do Patrimônio Mundial estão vinculados aos seus respectivos artigos na Wikipédia. Cada local incluía a introdução diretamente dos artigos da Wikipédia.

## Características
Além dos canais, o PlayStation 3 também contava com visualização de slides de fotos, reprodução de música e vídeo. O Life with PlayStation também tinha um globo virtual que era atualizado periodicamente pelos servidores para garantir que os dados de nuvem, clima, transmissão de câmera ao vivo e atualização de notícias estivessem todos atualizados. Todos os canais, exceto o Live Channel, incluíam uma representação estática do nosso planeta Terra, enquanto o Live Channel em si mostrava efeitos diurnos e noturnos. Além disso, o dobramento de proteínas Folding@home pode ser desativado.